# Bereczki Gábor
Bereczki Gábor (Békés, 1928. március 24. – Budapest, 2012. április 4.) nyelvész, a finnugor nyelvek kutatója és tanára, professor emeritus. Szakterülete a mari (cseremisz) nyelv, a Volga–Káma vidéke nyelveinek kapcsolatai és e vidék népköltészete. Az észt irodalom hazai népszerűsítője és műveinek fordítója.

## Életútja
Az alföldi kisvárosban, Békésen született, ugyanott végezte el a gimnáziumot. Érdeklődése Zsirai Miklós „Finnugor rokonságunk” című könyvének hatására fordult a nyelvrokonság kérdései felé. 1948-ban fölvették a budapesti Pázmány Péter Tudományegyetemre, de a második évfolyamtól a bukaresti egyetemen folytatta és 1952-ben fejezte be tanulmányait. A leningrádi egyetemre került aspirantúrára, ott készítette és védte meg kandidátusi értekezését („Финно-угорские элементы марийского языка” – A mari nyelv finnugor elemei, 1959.), majd egy évig az egyetemen tanársegédként dolgozott. Közben többször járt Mariföldön, hogy a nyelvet és a népet jobban megismerje, valamint Észtországban, ahol a Tartui Egyetem finnugor tanszékének akkori vezetője, Paul Ariste segítette tanulmányaiban. Ez idő tájt ismerkedett meg későbbi feleségével, az észt Kiisk Mai-jal (az észt nyelv oktatója volt a budapesti egyemen).
Ezt követően az Eötvös Loránd Tudományegyetem Finnugor Tanszékén tanított, 1973–1986 között a tanszék vezetője volt. Közben Vikár László népzenekutatóval rendszeresen gyűjtőutakat tett a Közép-Volga mentén élő finnugor és török népek között. 1986-ban a Magyar Tudományos Akadémián megvédte „A cseremisz nyelvtörténet alapjai” című akadémiai doktori értekezését (Grundzüge der tscheremissischen Sprachgeschichte I–II.). 1986-tól 1997-ig a finnugrisztika professzora volt az udinei egyetemen, ahol a magyar nyelv mellett észt, finn, mari nyelvet és finnugrisztikát oktatott. 1998-tól nyugdíjasként – gyakran észtországi házában – folytatta tovább tudományos és fordítói tevékenységét, illetve a tanítást a budapesti egyetemen.

## Munkássága
A tudományos tevékenység mellett pályájának meghatározó területe volt az oktatás. Az ELTE Finnugor Tanszékének tanáraként, illetve vezetőjeként magyar és finnugor szakon végzett szakemberek generációit nevelte fel. Tíz éven át a magyar nyelvet és a finnugrisztikát olasz nyelvterületen tanította és népszerűsítette. Oktatói tevékenységének fontos részét képezik egyetemi tankönyvei, köztük A magyar nyelv finnugor alapjainak egyre újabb kiadásai, cseremisz nyelvkönyve és szöveggyűjteménye.
Finnugrisztikai tudományos munkásságából három nagy részterület emelhető ki: a finnugor hangtörténet (benne etimológiával); a mari nyelv leíró- és történeti szempontú kutatása, valamint a finnugor és a török nyelvek kapcsolatainak vizsgálata. Szűkebb szakterülete kezdettől fogva a mari (cseremisz) nyelv, de a mordvin és a permi nyelvekkel is behatóan foglalkozott. „A cseremisz nyelvtörténet alapjai”-ról írt akadémiai doktori értekezése nélkülözhetetlen forrásmunka, melyet a később megjelent „A cseremisz nyelv történeti alaktana” egészít ki. Nyelvtörténeti tanulmányai, a finnugor–törökségi nyelvek érintkezési pontjaival foglalkozó munkái, etimológiai cikkei, recenziói és kritikái több nyelven, számos hazai és külföldi folyóiratban, gyűjteményes kötetben jelentek meg.
1958–1979 között Vikár Lászlóval együtt 12 alkalommal járt gyűjtőúton a Volga–Káma vidékén, finnugor (mari, mordvin, udmurt) és török (baskír, csuvas, tatár) népek dalait jegyezték le, rögzítették magnetofonra. Több mint 300 faluban összesen kb. négyezer dallamot vettek fel, egy részüket publikálták is (Akadémiai Kiadó; 1971., 1979., 1989., 1999.,), és elvégezték a Közép-Volga vidék népzenéjének összehasonlítását a magyar népzenével.
Sokat fordított magyarra a finnugor nyelvek folklóranyagából (észt népmesék) és finn szerzők (Väinö Linna), de főleg az észt irodalom alkotásaiból is. Közel harminc észt szerző művét ültette át magyarra, köztük Anton Hansen Tammsaare Tõde ja õigus (igazság és jog) című ötkötetes családregényének első kötetét (Orcád verítékével).
Több évig dolgozott Agyagási Klárával közösen egy cseremisz etimológiai szótár összeállításán, emellett utolsó éveiben továbbra is részt vett az egyetemen az oktatásban.

## Elismerések
- Mariföld kormánya a 2005. évi Nemzetközi Finnugor Kongresszuson állami kitüntetésben részesítette a mari (cseremisz) nyelv kutatásában szerzett érdemeiért.
- Bereczki Gábor és Vikár László népzenei gyűjtő- és feldolgozó tevékenységét 1976-ban az MTA Akadémiai Díjjal ismerte el.
- A Magyar Köztársasági Érdemrend tisztikeresztje (2003)

### Tiszteletére kiadott kötetek
- Bereczki emlékkönyv (Szerk. Domokos Péter, Pusztay János). Budapest, 1988. (60. születésnapjára).
- Ünnepi könyv Bereczki Gábor 70. születésnapja tiszteletére (Válogatott írásait a Finnugor Tanszék tette közzé). Budapest, 1998.

## Családja
1957-ben kötött házasságot Mai Kiisk (1929–2018) nyelvésszel. Gyermekei Bereczki Urmas (sz. 1957) történész és Bereczki András (sz. 1962) történész, Észtország tiszteletbeli főkonzulja Magyarországon.
Az idős házaspárról 2018-ban megemlékezés született (fotókkal): https://kultuur.err.ee/850447/suri-keeleteadlane-mai-bereczki

## Főbb műveiből

### Nyelvészeti munkák
- A magyar nyelv finnugor alapjai, Budapest, 1986., 1987., 1996., 1998., 2003.
- Chresthomathia ceremissica, Budapest, Tankönyvkiadó, 1990.
- Grundzüge der tscheremissischen Sprachgeschichte I−II., Studia Uralo-Altaica 34−35.; 1992., 1994.
- Fondamenti di linguistica ugro-finnica, Udine, 1998.
- Bevezetés a balti finn nyelvészetbe, Budapest, Universitas, 2000.
- A cseremisz nyelv történeti alaktana (Studies in Linguistics of the Volga Region), Debrecen, Kossuth Egyetemi Kiadó., 2002.
- Permsko-marijskie leksicheskie sovpadenija, Linguistica Uralica 41., 2005.
- Vzaimosvjazi jazykov volgo-kamskogo areala, Joskar-Ola, CIFU (Nemzetközi Finnugor Kongresszus) 2005.
- Bereczki Gábor–Agyagási Klára: Mutatvány a készülő cseremisz etimológiai szótárból, Nyelvtudományi Közlemények 103., 2006.
- Der Sprachbund des Wolga-Kama Gebietes, Incontri Linuistici 30., 2007.

### Fordításaiból
- Anton Hansen Tammsaare Orcád verítékével, Európa Könyvkiadó, 1967
- Anton Tammsaare Sötét sziklák, Európa Könyvkiadó, 1970
- Friedebert Tuglas A kis Illimar, Európa Könyvkiadó, 1971
- Väinö Linna Az ismeretlen katona, Magvető Könyvkiadó, 1982
- Jaan Kross A cár őrültje, Európa Könyvkiadó, 1983
- Jaan Kross Martens professzor elutazása, Európa Könyvkiadó, 1989

### Útleírások
Magyarra fordította Lennart Meri észt író – 1992–től 2001-ig Észtország államelnöke – útleírásait (Hegyen-völgyön; Az északi fény kapujában). Később megírta a Volga-mentén tett gyűjtőútjainak saját élményanyagát, mely A Névától az Urálig címen jelent meg (Berzsenyi Dániel Tanárképző Főiskola, Szombathely, 1994.)